# Anno Dracula (novela)
Anno Dracula, novela escrita en 1992 por el británico Kim Newman y primera en una serie, es una historia alternativa que mezcla hechos y personalidades históricas del siglo XIX con personajes populares de ficción. La interacción entre los humanos que han elegido "volverse" vampiros y aquellos que son "cálidos" (humanos) es el escenario donde Cuchillo de Plata ha empezado su ola de asesinatos, siendo las prostitutas vampiro su objetivo. El lector es introducido de forma alternada por los puntos de vista de los personajes principales, siendo estos Cuchillo de Plata y sus perseguidores, Charles Beauregard (un agente del Club Diógenes), y Geneviève Dieudonné, una Vampira "Antigua".

## Argumento
El conde Drácula se ha desposado con la reina Victoria convirtiéndose así en el príncipe consorte, y ha logrado que el vampirismo sea sino aceptado, al menos tolerado. Drácula ha hecho notables progresos en su objetivo de imponer en Gran Bretaña un estado policial, donde los disidentes han sido encarcelados o empalados sin juicio.
Dieudonné, una vampira antigua se ha revelado al mundo, y ahora cuida a vampiros enfermos en una clínica que es atendida por un doctor con un sombrío pasado. Cuando una prostituta vampiro es asesinada, Scotland Yard la consulta en busca de una opinión. Mientras tanto, los preparativos de la boda de Beauregard son interrumpidos por la "invitación" del misterioso Club Diogenes, cuyos miembros representan a la Corona en asuntos que jamás deben ser hechos públicos. En este caso, se le encarga encontrar a Cuchillo de Plata. En las indagaciones realizadas tras el siguiente asesinato de otra prostituta vampiro, Dieudonné y Beauregard se encuentran con el inspector Lestrade de Scotland Yard y el doctor Jekyll. Cada uno de ellos parece tener sus propias motivaciones para estar en el caso.
Beauregard es secuestrado por un viejo enemigo, un líder Tong que le propone una sociedad en el bien entendido de que existirá una tregua entre el mundo criminal y Beauregard, la cual durará mientras se encuentra al asesino. Con esto, el bajo mundo da a entender que el asesino no es un miembro del crimen organizado y periódicamente da a Beauregard información privilegiada. Dieudonné se detiene en un pub, donde se encuentra con la élite de los Cárpatos que Drácula ha llevado a Londres para controlar a los lugareños. Se enfrenta a un matón que resulta ser un viejo vampiro, humillándolo enfrente de todos. Jack Seward, el médico en la clínica de Dieudonné, recuerda los primeros días de Drácula en Londres, antes de que las señales del vampirismo fueran reconocidos.
Como las demandas del Club Diógenes tienen prioridad, la relación entre Beauregard y su prometida empieza a decaer. Ella muestra su obsesión por subir en la escala social, diciendo «sólo los vampiros pueden llegar a ocupar un sitio, Charles».
Los aliados de Drácula discuten sobre la concentración del poder que Drácula ha hecho en su persona y deciden nombrar un hombre para encontrar a Cuchillo de Plata, dado que la destrucción de las prostitutas vampiro brinda apoyo involuntario a un grupo cristiano anti-vampiros. Mientras tanto, Seward se ve envuelto en una relación lujuriosa con una vampira "neófita".
Cuchillo de Plata ataca en dos ocasiones pero no consigue destruir a una vampira, que es llevada a la clínica. La prostituta es un vampira de la línea de sangre de Dr´scula: un linaje contaminado, desde la perspectiva del Dieudonné. Con una imperfecta transformación, la prostituta salta sobre Seward antes de morir. Debido a la confianza de sus allegados, Dieudonné y Beauregard, la posible implicación se pierde. Seward toma nota de la creciente histeria pública y piensa que él «pretendía destruir un monstruo, no convertirse en uno».
En una carta, la persona que afirma ser Cuchillo de Plata pide que se la llame por su verdadero nombre: Jack el Destripador
Beauregard y Dieudonné, al tener ideas similares, se van volviendo más cercanos, mientras que su novia esta cada vez más molesto por su falta de atención. Al presentar sus informes al Club Diogenes, Beauregard se queda perplejo cuando su magro progreso es considerado como satisfactorio. Cuando el deja el Club, queda en medio de una revuelta anti-vampiros, sin embargo, es salvado por uno de los pocos vampiros admitidos en el club, el sargento Dravot. La impaciente prometida de Beauregard es convertida en vampiro por uno de hombres de Drácula. En su arrogancia, la conversión no va bien, y a duras penas capaz de alcanzar la seguridad de su casa. Beauregard y Dieudonné se encargan de cuidarla y Dieudonné observa, sin ser aduladora, que ella podría convertirse en una poderosa vampira.
Los motines aumentan, símbolos de rebelión son pintados por todo Londres. Alguien le dispara a un prominente líder anti-vampiros y uno de los secuaces de Dracula es destruido, y ambos incidentes parecen ser obra del mismo y misterioso vampiro. Muchas personas prominentes son encarceladas y tratadas de forma despiadada, George Bernard Shaw, Lewis Carroll y W. S. Gilbert entre ellas. Seward se enamora cada vez más de su amante de vampiro, hasta el punto de tener problemas para distinguirla de su amada asesinada.
Mientras tanto, uno de los secuaces de Drácula, Godalming cree haber encontrado a Jack el Destripador en la persona de Dravot: la persecución se interrumpe cuando es destruido por un viejo amigo que se siente traicionado por el hecho de que se haya convertido en un vampiro: Seward.
Beauregard y Dieudonné finalmente deducen que Seward es Jack el Destripador. Corren tras su pista, solo para encontrar que ha destruido su amante vampiro. Al salir con él en custodia, encuentran a Dravot y el cuerpo inerte de Godalming. Seward es asesinado, y Dravot les dice cual será la historia que se contará: siempre hubo dos Destripadores. Atónito, Beauregard se percata de que ha sido utilizado como una herramienta del Club Diógenes. Sin embargo, él y Dieudonné son reconocidos por la reina para su trabajo. La historia concluye con un enfrentamiento entre Beauregard, Dieudonné, la reina y Drácula.

## Personajes de Ficción
Los personajes marcados con un (*) son los que representan un rol significativo. Debido al periodo histórico, muchos son de obras que pertenecen al dominio público.
| Personaje                                                                               | Origen                                            |
| --------------------------------------------------------------------------------------- | ------------------------------------------------- |
| Adam Adamant                                                                            | Adam Adamant Lives!                               |
| Barón Meinster                                                                          | Las novias de Drácula                             |
| Kurt Barlow                                                                             | El misterio de Salem's Lot                        |
| Novias de Drácula                                                                       | Drácula                                           |
| Sir Danvers Carew                                                                       | El extraño caso del doctor Jekyll y el señor Hyde |
| Carnacki                                                                                | Carnacki, el cazafantasmas                        |
| Barnabas Collins                                                                        | Dark Shadows                                      |
| Conde Drácula*                                                                          | Drácula                                           |
| Daniel Dravot*                                                                          | The man who would be king                         |
| Gunga Din                                                                               | Gunga Din                                         |
| Soames Forsyte                                                                          | La saga de los Forsyte                            |
| Fu Manchú (mencionado como 'El Celestial')                                              | Los Misterios del Dr. Fu Manchú                   |
| Griffin                                                                                 | El hombre invisible                               |
| Basil Hallward                                                                          | El retrato de Dorian Gray                         |
| Mina Harker                                                                             | Drácula                                           |
| Mycroft Holmes*                                                                         | Las Memorias de Sherlock Holmes                   |
| Sherlock Holmes                                                                         | Estudio en escarlata                              |
| Antiguo vampiro chino                                                                   | Mr. Vampire                                       |
| Doctor Henry Jekyll y el Edward Hyde                                                    | El extraño caso del doctor Jekyll y el señor Hyde |
| Carmilla Karnstein                                                                      | Carmilla                                          |
| Kostaki                                                                                 | La dama pálida                                    |
| Inspector Lestrade*                                                                     | Estudio en escarlata                              |
| Lestat de Lioncourt                                                                     | Entrevista con el vampiro                         |
| Macheath                                                                                | La ópera de los tres centavos                     |
| Príncipe Mamuwalde                                                                      | Drácula negro                                     |
| Almirante Sir Mandeville Messervy (posible antepasado del Almirante Sir Miles Messervy) | Original                                          |
| Sebastian Moran                                                                         | El regreso de Sherlock Holmes                     |
| Doctor Moreau                                                                           | La isla del doctor Moreau                         |
| Profesor Moriarty                                                                       | Las Memorias de Sherlock Holmes                   |
| Los Murgatroides                                                                        | Ruddigore                                         |
| Orlando                                                                                 | Orlando: A Biography                              |
| Conde Orlok                                                                             | Nosferatu, el vampiro                             |
| Allan Quatermain                                                                        | Las minas del rey Salomón                         |
| Rupert of Hentzau                                                                       | El prisionero de Zenda                            |
| Lord Ruthven*                                                                           | Der Vampyr                                        |
| Kate Reed                                                                               | Drácula                                           |
| John Reid (se menciona que usó balas de plata para matar a Billy the Kid)               | El llanero solitario                              |
| John Seward                                                                             | Drácula                                           |
| Bill Sikes                                                                              | Oliver Twist                                      |
| Sir Francis Varney                                                                      | Varney el vampiro                                 |
| Conde Von Krolock                                                                       | The Fearless Vampire Killers                      |
| Conde Yorga                                                                             | Conde Yorga, Vampiro                              |
| Carl Kolchak                                                                            | The Night Stalker                                 |
| Waverly (probablemente un ancestro de Alexander Waverly)                                | Original                                          |
| A. J. Raffles                                                                           | El perpetrador aficionado                         |
| Dr Antonio Nikola                                                                       | A Bid for Fortune: or, Dr Nikola's Vendetta       |
| Clayton                                                                                 | El sabueso de los Baskerville                     |
| Lord John Roxton                                                                        | El mundo perdido                                  |
| Johnny Upright                                                                          | La gente del abismo                               |
| Arthur Holmwood                                                                         | Drácula                                           |
| Lucy Westenra                                                                           | Drácula                                           |
| Abraham Van Helsing                                                                     | Drácula                                           |
| Renfield                                                                                | Drácula                                           |
| Jonathan Harker                                                                         | Drácula                                           |
| Quincey Morris                                                                          | Drácula                                           |
| Lulu Schon                                                                              | La Caja de Pandora                                |
| Geneviève Dieudonné                                                                     | Drachenfels                                       |
| Chandagnac                                                                              | Drachenfels                                       |
| El viejo Jago                                                                           | A Child of the Jago                               |
| Ivan Dragomiloff                                                                        | The Assassination Bureau, Ltd                     |
| Condesa Geschwitz                                                                       | La Caja de Pandora                                |
| Melissa d'Acques                                                                        | Drachenfels                                       |
| Conde Brastov                                                                           | El suave murmullo de la muerte                    |
| Príncipe Conrad Vulkan                                                                  | Sed de sangre                                     |
| Don Sebastián de Villanueva                                                             | El Castillo Negro                                 |
| Edward Weyland                                                                          | The Vampire Tapestry                              |
| Baron Karnstein                                                                         | Carmilla                                          |
| Lady Adelina Ducayne                                                                    | Good Lady Ducayne'                                |
| Sarah Kenyon                                                                            | The Tomb of Sarah                                 |
| Ethelind Fionguala                                                                      | Ken's Mystery                                     |
| Condesa Dolinge                                                                         | El invitado de Drácula                            |
| Sir Danvers Carewe                                                                      | El extraño caso del doctor Jekyll y el señor Hyde |
| La tribu Amahagger                                                                      | Ella                                              |
| Ezzelin von Klatka                                                                      | El extraño misterioso                             |
| Conde Vardalek                                                                          | La verdadera historia de un vampiro               |
| Madame de la Rougierre                                                                  | Tio Silas                                         |
| Clarimond                                                                               | La muerta enamorada                               |
| Martin Hewitt                                                                           | Martin Hewitt, investigador                       |
| Max Carrados                                                                            | Max Carrados                                      |
| August van Deusen                                                                       | The Thinking Machine                              |
| Cotford                                                                                 | Drácula                                           |
| Mrs. Warren                                                                             | Mrs. Warren's Profession                          |
| Inspector Mackenzie                                                                     | El perpetrador aficionado                         |
| Berserker, el perro                                                                     | Drácula                                           |
| Los Wurdalak                                                                            | Black Sabbath                                     |
| Louis Bauer                                                                             | Gas Light                                         |
| Edward Malone                                                                           | The Adventure of the Grinder's Whistle            |
| A Wessex Cup Winner                                                                     | Las Memorias de Sherlock Holmes                   |
| Mrs. Amworth                                                                            | Mrs. Amworth                                      |
| Henry Wilcox                                                                            | Howards End                                       |
| General Zaroff                                                                          | El juego más peligroso                            |
| Lucian de Terre                                                                         | Los Hombres Lobo de Londres                       |
| Conde Mitterhouse                                                                       | Vampire Circus                                    |
| Armand Tesla                                                                            | El Regreso del Vampiro                            |
| Conde Duval                                                                             | El vampiro                                        |
| Condesa Marya Zaleska                                                                   | La hija de Drácula                                |
| Asa Vajda                                                                               | Black Sunday                                      |
| Martin Coda                                                                             | Martin                                            |
| Anthony                                                                                 | The Night Stalker                                 |
| Caleb Croft                                                                             | Grave of the Vampire                              |
| Dr. Ravna                                                                               | El beso del vampiro                               |
| Dr. Callistratus                                                                        | La sangre del vampiro                             |

## Personajes Históricos mencionados o que aparecen como Personajes
- Frederick George Abberline
- Edward Aveling
- Bárbara de Celje (se afirma que es una de las novias de Drácula)
- Isabel Báthory (su descripción sugiere que se trata de la versión del personaje de la película belga-alemana de terror de 1971, Daughters of Darkness)
- Annie Besant
- Billy the Kid
- Catalina II de Rusia
- Conde de Saint Germain (la idea de que es un vampiro proviene de la novela Hotel Transylvania y sus secuelas por Chelsea Quinn Yarbro.)
- Annie Chapman
- Marie Corelli
- Eduardo VII
- Robert Cunninghame-Graham
- W. S. Gilbert
- Frank Harris
- Henry Hyndman
- Eleanor Marx
- Henry Matthews, 1.er vizconde de Llandaff
- Joseph Merrick
- William Morris
- Mary Ann Nichols
- Beatrice Potter
- George Bernard Shaw
- Emma Elizabeth Smith
- William Thomas Stead
- Bram Stoker
- Florence Stoker
- Arthur Sullivan
- Algernon Charles Swinburne
- Martha Tabram
- Alfred Tennyson
- Vlad Tepes* (Drácula afirma ser la misma persona)
- Reina Victoria*
- Charles Warren
- Theodore Watts-Dunton
- Orson Welles
- Oscar Wilde*
- Augustin Calmet

## Recepción
De la contraportada del libro: «La más comprensible, brillante, deslumbrantemente audaz novela de vampiros hasta la fecha.» (Locus Review); «Un tour de fource brillantemente realizado.» (The Times); «Un maravilloso matrimonio de sátira política, intriga melodramática, horror gótico e historia alternativa.» (The Independent).
- Datos: Q2917970